# آی.ای. ریچاردز
آی. اِی. ریچاردز (به انگلیسی: I. A. Richards) (زادهٔ ۲۶ فوریهٔ ۱۸۹۳ – درگذشتهٔ ۷ سپتامبر ۱۹۷۹) آموزگار، منتقد ادبی، سخنور اهل انگلستان، و بنیان‌گذار جنبش نقد نو بود.
ریچاردز در سال ۱۹۲۶ با دوروتی پیلی (ریچاردز)‏ (۱۸۹۴–۱۹۸۶)، کوهنورد حرفه‌ای و برجسته، ازدواج کرد.